# Unterseeboot 976
L'Unterseeboot 976 ou U-976 est un sous-marin allemand (U-Boot) de type VIIC utilisé par la Kriegsmarine pendant la Seconde Guerre mondiale.
Le sous-marin fut commandé le 5 juin 1941 à Hambourg (Blohm + Voss), sa quille fut posée le 9 juillet 1942, il fut lancé le 25 mars 1943 et mis en service le 5 mai 1943, sous le commandement de l'Oberleutnant zur See Raimund Tiesler.
L'U-976 n'endommagea ou ne coula aucun navire au cours des 2 patrouilles (72 jours en mer) qu'il effectua.
Il est coulé par l'Aviation britannique dans l'Atlantique Nord, en mars 1944. Son épave repose au large de Noirmoutier.

## Conception
Unterseeboot type VII, l'U-976 avait un déplacement de 769 tonnes en surface et 871 tonnes en plongée. Il avait une longueur totale de 67,10 m, un maître-bau de 6,20 m, une hauteur de 9,60 m et un tirant d'eau de 4,74 m. Le sous-marin était propulsé par deux hélices de 1,23 m, deux moteurs diesel Germaniawerft M6V 40/46 de 6 cylindres en ligne de 1 400 cv à 470 tr/min, produisant un total de 2 060 à 2 350 kW en surface et de deux moteurs électriques Brown, Boveri & Cie GG UB 720/8 de 375 cv à 295 tr/min, produisant un total 550 kW, en plongée. Le sous-marin avait une vitesse en surface de 17,7 nœuds (32,8 km/h) et une vitesse de 7,6 nœuds (14,1 km/h) en plongée. Immergé, il avait un rayon d'action de 80 milles marins (150 km) à 4 nœuds (7,4 km/h; 4,6 milles par heure) et pouvait atteindre une profondeur de 230 m. En surface son rayon d'action était de 8 500 milles nautiques (soit 15 700 km) à 10 nœuds (19 km/h).
L'U-976 était équipé de cinq tubes lance-torpilles de 53,3 cm (quatre montés à l'avant et un à l'arrière) et embarquait quatorze torpilles. Il était équipé d'un canon de 8,8 cm SK C/35 (220 coups), d'un canon antiaérien de 20 mm Flak et d'un canon 37 mm Flak M/42 qui tire à 15 350 mètres avec une cadence théorique de 50 coups par minute. Il pouvait transporter 26 mines TMA ou 39 mines TMB. Son équipage comprenait 4 officiers et 40 à 56 sous-mariniers.

## Historique
Il reçut sa formation de base au sein de la 5. Unterseebootsflottille jusqu'au 31 octobre 1943, puis il intégra sa formation de combat dans la 7. Unterseebootsflottille.
Il quitte Kiel en Allemagne pour sa première patrouille sous les ordres de l'Oberleutnant zur See Raimund Tiesler le 25 novembre 1943. L'U-976 rejoint d'autres U-Boote dans le nord de la Manche, à la recherche de convois. Mi-décembre 1943, il rallie l'un des six petits groupes croisant à l'ouest de l'Irlande. Ils changent continuellement de position afin que les alliés ne déterminent pas l'endroit où ils se trouvent. Fin décembre 1943, trois convois sont signalés ; les sous-marins ne sont pas assez nombreux pour passer à l'attaque. À partir du 7 janvier 1944, ces formations sont dissoutes et chaque U-Boot continue sa patrouille indépendamment. Il atteint Saint-Nazaire après 66 jours en mer, n'ayant obtenu aucun succès.
Sa seconde patrouille débute le 20 mars 1944. Au matin du 25 mars 1944, l'U-976 fait surface au large de l'île d'Yeu, à son point de rendez-vous avec un destroyer et deux dragueurs de mines. Les services secrets britanniques ayant décodé les transmissions entre le sous-marin et son commandement, l'aviation britannique est envoyée sur place. 
À 9 h 20, alors que le convoi est presque en vue de Noirmoutier, deux avions chasseurs Mosquito Mk FB XVIII "Tsé Tsé" du No. 618 Squadron RAF (en) équipés de canon sans recul Mollins de 57 mm (27 appareils en disposaient) et quatre autres Mosquito d'escorte du Squadron RAF No. 248 approchent en direction du convoi. Les deux "Tsé Tsé" commencent à canonner le sous-marin allemand par un tir d'obus perforants de 57 mm. Faute de profondeur d'eau suffisante, le sous-marin ne peut s'échapper en plongée. Il tente donc de naviguer en zigzag à la surface de l'eau en se défendant tant bien que mal avec sa batterie anti-aérienne. En dix minutes, l'U-Boot se remplit d'eau, touché à la passerelle, au kiosque et dans la coque épaisse. L'équipage évacue le submersible et se regroupe sur le pont.
À 9 h 40, des dégagements de chlore provenant de la batterie électrique endommagée obligent l'équipage à abandonner le bateau qui s'enfonce par l'arrière. 
Celui-ci coule à la position 46° 50′ 00″ N, 2° 41′ 05″ O. Quarante-neuf hommes d'équipage, munis de leurs gilets de sauvetage, nagent à proximité jusqu'au départ des avions anglais avant d'être secourus par des navires de la Kriegsmarine. Quatre hommes sont tués et trois autres sont blessés pendant les attaques.
L'épave est découverte en 1993, par les plongeurs du GREMS, à plus de vingt milles nautiques au large de l'Herbaudière. Elle repose entre 50 et 55 mètres de profondeur sur un fond de sable, fortement penchée sur son côté tribord, dans un bon état général. Elle est cassée en trois : une première cassure sépare la poupe et le kiosque de la partie avant, la seconde, récente, provient d'un chalutage qui a arraché l'étrave du reste de l'épave. Le kiosque étant emmailloté dans de nombreux filets et cordages, le site est réservé aux plongeurs expérimentés.

## Affectations
- 5. Unterseebootsflottille du 5 mai 1943 au 31 octobre 1944 (Période de formation).
- 7. Unterseebootsflottille du 1er novembre 1943 au 25 mars 1944 (Unité combattante).

## Commandement
- Kapitänleutnant Raimund Tiesler du 5 mai 1943 au 25 mars 1944.

## Patrouilles
|       | Commandant            | Départ           | Départ      | Arrivée         | Arrivée     | Jours    | Succès |
| ----- | --------------------- | ---------------- | ----------- | --------------- | ----------- | -------- | ------ |
| 1     | Oblt. Raimund Tiesler | 25 novembre 1943 | Kiel        | 29 janvier 1944 | St. Nazaire | 66 jours |        |
| 2     | Oblt. Raimund Tiesler | 20 mars 1944     | St. Nazaire | 25 mars 1944    | Coulé       | 6 jours  |        |
| Total | Total                 | Total            | Total       | Total           | Total       | 72 jours | 0 t    |

Note : Oblt. = Oberleutnant zur See

### Opérations Wolfpack
L'U-976 a opéré avec les Wolfpacks (meute de loups) durant sa carrière opérationnelle.
- Coronel 1 (14-17 décembre 1943)
- Amrum (18-23 décembre 1943)
- Rügen 4 (23-28 décembre 1943)
- Rügen 6 (28 décembre 1944 — 2 janvier 1944)
- Rügen 5 (2-7 janvier 1944)
- Rügen (7-26 janvier 1944)